# Mocidade Portuguesa
La Mocidade Portuguesa (MP), traducible al español como Juventud Portuguesa, fue una organización juvenil que existió en Portugal durante la dictadura de Salazar. Buscaba desarrollar el culto al jefe y el espíritu militar, al servicio del Estado Novo. A ella debían pertenecer, obligatoriamente, los jóvenes desde los siete a los catorce años.

## Historia
La Mocidade Portuguesa fue creada el 19 de mayo de 1936, guardando gran similitud con el español Frente de Juventudes.
Los miembros de la Mocidade llevaban un uniforme de color verde y realizaban el saludo fascista.
El deporte era fundamental debido a la disciplina que implicaba. También participaban en otras tareas, como programas de asistencia a niños necesitados. Esta institución juvenil se encontraba dividida en cuatro escalones: los lusitos (7-10 años), los infantes (10-14 años), los vanguardistas (14-17 años) y los cadetes (17-25 años). En diciembre de 1937 se formó la Mocidade Portuguesa femenina. Sus objetivos, de acuerdo con la ideología del Estado Novo, era formar una nueva mujer, buena católica, futura madre y esposa obediente. Para Salazar la Mocidade constituía un buen sustituto de los Boy-Scouts, que estaban prohibidos en Portugal.
Tras el fallecimiento de Salazar, a partir de 1971, la Mocidade Portuguesa fue perdiendo importancia. 
Fue suprimida después del éxito de la Revolución de los Claveles en 1974.